# Stéphane Chaumet
Pour les articles homonymes, voir Chaumet.
Stéphane Chaumet, né en 1971 à Dunkerque, est un écrivain et traducteur français.

## Biographie
Stéphane Chaumet a passé son enfance à Dunkerque, son adolescence en Touraine et a vécu plusieurs années à Paris. Il s’est installé pour de longs séjours dans différents pays d’Europe (Allemagne, Belgique, Espagne), d’Amérique latine (Mexique, Argentine, Salvador, Colombie), d’Asie (Chine, Singapour), au Moyen-Orient (Syrie) et en Floride. Il vit aujourd’hui à Bogotá,,.

## Œuvres
Romans, récits
- Même pour ne pas vaincre, roman, Paris, Éditions du Seuil, coll. « Cadre rouge », 2011, 346 p.  (ISBN 978-2-02-103956-6)[4]
- Au bonheur des voiles. Chroniques syriennes (2004-2005), récit, Paris, Éditions du Seuil, coll. « Cadre rouge », 2013, 294 p.  (ISBN 978-2-02-111341-9)[5]
- Les Marionnettes, roman, Paris, Éditions du Seuil, coll. « Cadre rouge », 2015, 170 p.  (ISBN 978-2-02-116778-8)
- L'île impasse (2002), récit, Port-au-Prince, Legs éditions, 2019, 102 p.
- Le goût du vertige, roman, Éditions des Lacs, 2022, 170 p.
- Sur les chemins perdus, roman, Éditions Globe, Paris, 2024[6].
- Le sourire du cochon. Chroniques chinoises (2006) / La sonrisa del cerdo. Crónicas chinas, récit bilingue, Bogotá, Escarabajo editorial, 2024.

Poésie
- Dans la nudité du temps (1999-2001), poésie, Paris, Éditions L’Oreille du loup, 2007, 70 p.  (ISBN 978-2-917290-00-2)
- Urbaines miniatures (2000-2004), poésie, Paris, Éditions L’Oreille du loup, 2007, 102 p.  (ISBN 978-2-917290-03-3)
- La traversée de l'errance / La travesía de la errancia (2003-2006), poésie, Mexico, Éditions La Cabra, 2010, 160 p.  (ISBN 978-607-7735-05-2)
- Les Cimetières engloutis (2008-2009), poésie, peintures de Jimena González Restrepo, Neuilly, France, Éditions Al Manar, 2013, 58 p.  (ISBN 979-10-90836-25-9)
- Fentes (1991-1997), poésie, dessins de Cecilia García Saracho, Neuilly, France, Éditions Al Manar, 2015, 80 p.
- Corps avant l'oubli / Cuerpos antes del olvido, poésie, Quito, Ediciones de la Línea Imaginaría, 2016
- Le repos en feu / Reposo en fuego, anthologie poétique bilingue (1991-2016), Ibagué / Bogotá, Caza de Libros editores, 2017, 224 p.
- Insomnia (2014), poésie, peintures de Matthieu Séry, Limoges, Éditions Dernier Télégramme, 2018, 40 p.
- Le hasard et la perte (2012-2016), poésie, Neuilly, France, Éditions Al Manar, 2019, 66 p.
- Cellules (2008), poésie, Limoges, Éditions Dernier Télégramme, 2020, 56 p.
- La traversée de l'errance (2003-2006) suivi de Le dehors énigmatique du monde (2003-2016), poésie, Neuilly, France, Éditions Al Manar, 2023, 110 p.

## Photographies
- L'hôte, l'autre / El huésped, photos de Syrie avant la guerre / fotos de Siria antes de la guerra, Bogotá, Editorial Uniediciones, 2017, 96 p.
- Cartas de amor en tiempos del conflicto, antología de cartas con 15 fotos de Stéphane Chaumet / Lettres d'amour au temps du conflit colombien, anthologie de lettres avec 15 photos de Stéphane Chaumet), Bogotá, Editorial Casa Hecate, 2017, 112 p.

## Traductions (sélection)
- Babel barbare et autres poèmes, Cristina Peri Rossi (Uruguay), avec Katia-Sofia Hakim, La Librairie du XXIe siècle, Le Seuil, 2023
- La graine ardente (poésie complète), Luis Sepúlveda (Chili), éditions Point, 2023
- Habitar la noche / Habiter la nuit, 8 poetas belgas contemporáneas, editorial Escarabajo, Bogotá, 2023
- Dieu aussi est une chienne / Dios también es una perra, María Paz Guerrero (Colombie), poésie, Éditions Dernier télégramme, 2022
- Écrire / Escribir, Chantal Maillard (Espagne), poésie, Éditions Librairie Olympique, 2018
- Ventre de lumière / Vientre de luz, 14 poètes colombiennes + Jattin, Éditions Espaces latinos (Lyon) et Ladrones del tiempo (Bogotá), 2017
- Sortie de secours / Salida de emergencia, Federico Díaz-Granados (Colombie), poésie, Éditions L’Oreille du loup (Paris) et Ladrones del tiempo (Bogotá), 2017
- Archipel du tremblement / Archipiélagos del temblor, Miguel Ángel Bustos (Argentine), poésie, Éditions Al Manar, 2015
- Les coupures invisibles / Los cortes invisibles, Natalia Litvinova (Argentine), poésie, Éditions Al Manar, 2015
- Manada, Leopoldo Castilla (Argentine), avec Cristina Madero, poésie, Éditions Al Manar, 2015
- La Fuite, Myriam Montoya (Colombie), roman, Éditions La Dragonne, 2011
- Territoire de la peur / Territorio del medio, Leopoldo María Panero (Espagne), poésie, Éditions L’Oreille du loup, 2011[7]
- Seule la voix demeure, Forough Farrokhzad (Iran), en collaboration avec Jaleh Chegeni, poésie, Éditions L’Oreille du loup, 2011[8]
- Avec un si léger bagage / Mit leichtem gepäckt, Hilde Domin (Allemagne), poésie, Éditions L’Oreille du loup, 2010
- Le voleur de tombes / El ladron de tumbas, Leopoldo Castilla (Argentine), poésie, Éditions L’Oreille du loup, 2009
- Feu nouveau / Fuego nuevo, Alberto Blanco (Mexique), poésie, Éditions L’Oreille du loup, 2009
- Fleur de refus, Myriam Montoya (Colombie), poésie, Éditions Écrits des Forges et Phi, 2009
- Chasse Nocturne / Caza nocturna, Olvido García Valdés (Espagne), poésie, Éditions L’Oreille du loup, 2009
- Intempérie / Intemperie, Pura López Colomé (Mexique), poésie, Éditions L’Oreille du loup, 2009[9]
- La question radiante / La cuestión radiante, Fernando Rendón (Colombie), Éditions Le temps des cerises, 2008
- Temps de crabe, Eduardo García Aguilar (Colombie), poésie, Éditions L’Oreille du loup, 2007
- Je viens de la nuit / Vengo de la noche, Myriam Montoya (Colombie), trad. Stéphane Chaumet et Claude Couffon, Éditions Castor Astral et Écrits des Forges, 2007

## Œuvres traduites
- La travesía de la errancia (Traducción de Myriam Montoya), poesía, México, Ediciones La Cabra, 2010[10]
- Aun para no vencer (Traducción de Nicole d'Amonville Alegría), novela, México / España, Vaso Roto Ediciones, 2013[11]
- Cuerpos antes del olvido / Corps avant l'oubli, poesía, con Yirama Castaño y Aleyda Quevedo, Ecuador, Ediciones de la Línea Imaginaría, 2016
- El Paraíso de los velos, crónicas sirias (Traducción de Manuel Arranz), España, Editorial Pre-Textos, 2016[12]
- El azar y la pérdida / Le hasard et la perte (Traducción del autor), poesía, Bogotá, Editorial Escarabajo, 2017
- Los cementerios engullidos / Les cimetières engloutis (Traducción de Myriam Montoya y del autor), poesía, Bogotá, Editorial Uniediciones / Ladrones del tiempo, 2017
- Reposo en fuego / Le repos en feu, antología poética bilingüe (1991-2016), Ibagué / Bogotá, Caza de Libros editores, 2017
- La travesía de la errancia / La traversée de l'errance (Traducción de Myriam Montoya), poesía, Bogotá, Editorial Uniediciones / Ladrones del tiempo, 2019
- Hay caminos que no tienen regreso, poesía, Lima, Editorial Summa, 2019
- Mientras cavan tumbas en el olvido (antología), poesía, San Salvador, Indole editores, 2023
- La rabia del rinoceronte enjaulado / La rage du rhinocéros encagé (Traducción de Myriam Montoya y del autor), poesía, Bogotá, Escarabajo editorial, 2023
- Celdas / Cellules (Traducción de Catalina Villegas), poesía, RIL editores, Santiago de Chile / Barcelona, 2023
- La sonrisa del cerdo. Crónicas chinas / Le sourire du cochon. Chroniques chinoises (2006), relatos bilingües, Bogotá, Escarabajo editorial, 2024.